# Statomotorik
Statomotorik beschäftigt sich mit der Aufrechterhaltung des Körpers im Raum und umfasst die auf Halte- u. Stellreflexe sowie auf statokinetische Reflexe (Körperselbstwahrnehmung, also Empfindung des eigenen Körpers im Raum, seine absolute Körperlage, Körperbeschleunigung etc.) gestützte Motorik im Dienste der Körperhaltung und Gleichgewichtserhaltung. Davon betroffen sind unter anderem das Sitzen, das Gehen und das Stehen.
Des Weiteren bezeichnet die Statomotorik die Komplexität von Haltungs- und Bewegungsmechanismen zur Regulierung von Gleichgewicht, Aufrichtung und Gang. Störungen entstehen bei Fehlen von muskulärer Aktivierung oder verzögerter Ausbildung von Haltungskontrolle, motorischen Funktionen sowie differenzierten Bewegungsabläufen.